# Treviso Arithmetic
Treviso Arithmetic, hay Arte dell'Abbaco, là một cuốn sách giáo khoa vô danh nói về số học thương mại được viết bằng tiếng Veneto địa phương và được xuất bản tại Treviso, Ý vào năm 1478.
Tác giả đã giải thích động lực để viết cuốn sách này: "Tôi thường được yêu cầu bởi một số thanh niên mà tôi quan tâm, và những người mong muốn theo đuổi trọng thương, để viết các nguyên tắc cơ bản của số học, thường được gọi là bàn tính."
Tác phẩm này đã trở thành tác phẩm toán học được in được biết đến sớm nhất tại châu Âu, và trở thành một trong những cuốn sách giáo khoa được in đầu tiên của châu Âu bàn về khoa học.

## Với vai trò cuốn sách được in sớm
Có một bản chỉnh sửa cho cuốn sách này. David Eugene Smith đã dịch một số phần của Treviso Arithmetic cho các đề xuất giáo dục vào năm 1907. Sau đó, Frank J. Swetz lại dịch các chú thích của Smith vào năm 1987 trong cuốn Chủ nghĩa tư bản và Số học: Toán học mới của Thế kỷ 15. Swetz đã sử dụng một bản sao chép của tác phẩm Treviso ở trong Thư viện Văn bản của Đại học Columbia. Ông đã tìm thấy nó một cách tình cờ. Maffeo Pinelli (1785), một người yêu thích đọc sách của Ý, là người đầu tiên sở hữu được biết đến của bản sao chép nói trên. Sau khi ông qua đời, thư viện của ông đã được mua lại bởi một người kinh doanh sách đến từ London và được bán ở một cuộc đấu giá vào ngày 6 tháng 2 năm 1790. Cuốn sách được duy trì với giá 3 shilling bởi Ngài Wodhull. Khoảng 100 năm sau, cuốn sách xuất hiện trong thư viện của Brayton Ives, một luật sư của New York. Khi Ives bán đấu giá một bộ sưu tập sách, George Arthur Plimpton, một nhà xuất bản tại New York, đã giành được cuốn Treviso và thu nhận nó trong bộ sưu tầm của mình về các tác phẩm khoa học đầu tiên. Plimpton đã hỗ trợ thư viện của ông tại Đại học Columbia vào năm 1936. Những bản sao chép nguyên gốc đã trở nên rất là hiếm.
Có 123 trang với 32 dòng cho mỗi trang. Những trang này không được đánh số, không được tô điểm và có mép rộng. Một vài mép có mang những chú thích. Kích thước của cuốn sách là 14.5 cm cho chiều ngang và 20.6 cm cho chiều dọc.
Cuốn sách bao gồm những thông tin từ cuốn Liber Abaci (1202) như là phép nhân lưới. George G. Joseph đã đề xuất rằng John Napier đã đọc cuốn sách Treviso để xây dựng nên xương Napier.

## Những lý do để xuất bản cuốn sách
Treviso là một cuốn sách mang tính chất thực tập cho tự học và cho thương mại ở Venezia. Nó được viết bằng tiếng Venezia địa phương và đã truyền tải sự hiểu biết cho một lượng lớn dân cư ở địa phương.
Nó giúp cho việc kết thúc sự độc quyền về hiểu biết toán học và nói những thông tin quan trọng cho giới trung lưu. Nó không được viết cho một lượng lớn người đọc, nhưng đã được dự định để dạy toán của mọi đơn vị tiền tệ.
Tác phẩm đã trở thành một trong những tác phẩm toán học đầu tiên viết cho việc mở rộng hiểu biết của con người. Nó cung cấp một cơ hội cho một người bình dân, hơn là một người được đặc quyền, đẻ có thể học về cách tính toán. Tác phẩm đã cung cấp một ví dụ đầu tiên về chữ số Ả Rập.